# Senecio mucronatus
Senecio mucronatus là một loài thực vật có hoa trong họ Cúc. Loài này được (Thunb.) Willd. miêu tả khoa học đầu tiên.